# Libuše Hrdinová
Libuše Hrdinová (* 29. ledna 1967) je česká politička, od roku 2010 zastupitelka města Most, členka ODS.

## Život
Po gymnáziu začala studovat ekonomii na Vysoké škole báňské v Ostravě, později v roce 1988 nastoupila na obor matematika – základy techniky na Univerzitě Jana Evangelisty Purkyně v Ústí nad Labem (získala titul Mgr.).
Následně přijala místo učitelky na mostecké základní škole v ulici J. Arbesa, v roce 2002 se stala zástupkyní ředitele a v roce 2007 pak ředitelkou, kterou je stále. Od roku 2011 je také členkou správní rady obecně prospěšné společnosti Mostecký fotbalový klub a od roku 2015 ještě předsedkyní představenstva akciové společnosti MOSTECKÁ BYTOVÁ.
Libuše Hrdinová žije v Mostě. Je vdaná, má dceru Libuši. Ve volném čase ráda lyžuje, bruslí, hraje tenis nebo golf, má ráda také divadlo a četbu knih.

## Politické působení
Do komunální politiky se pokoušela vstoupit, když ve volbách v roce 2002 kandidovala za ODS do Zastupitelstva města Most, ale neuspěla. Do zastupitelstva se nedostala ani ve volbách v roce 2006. Zvole byla až ve volbách v roce 2010. Mandát ve volbách v roce 2014 obhájila, když vedla kandidátku ODS. Je členkou komise školské a kulturní Rady města Mostu.
V krajských volbách v roce 2012 kandidovala za ODS do Zastupitelstva Ústeckého kraje, ale neuspěla. Nepodařilo se jí to ani ve volbách v roce 2016.
Ve volbách do Senátu PČR v roce 2016 kandidovala za ODS v obvodu č. 4 – Most. Se ziskem 8,20 % hlasů skončila na 5. místě a do druhého kola nepostoupila. Nejvyšší správní soud ČR však prohlásil volby v tomto obvodu za neplatné a nařídil jejich opakování. V lednu 2017 tak za ODS kandidovala znovu, se ziskem 4,10 % hlasů však skončila na 6. místě a senátorkou se tak opět nestala.